# Jorge Dueñas
Jorge Dueñas de Galarza er spansk håndboldtræner, som har trænet det spanske kvindehåndboldlandshold siden 2007.
Han trænede kvindeholdet under VM i håndbold 2011 i Brasilien, hvor Spanien placerede som nummer 3.